# Вязовка (Белинский район)
Вязовка — деревня в Белинском районе Пензенской области России. Входит в состав Невежкинского сельсовета.

## География
Деревня находится в юго-западной части Пензенской области, в пределах Приволжской возвышенности, к югу от реки Вороны, вблизи места впадения в неё реки Вязовки, на расстоянии примерно 20 километров (по прямой) к северу от города Белинский, административного центра района. Абсолютная высота — 175 метров над уровнем моря.

## История
Основана в середине XIX века государственными крестьянами на территории Архангельской волости Керенского уезда (административно входила в состав Ушинской волости). В 1912 году насчитывалось 11 дворов. В 1939 г оду в составе Невежкинского сельсовета Поимского района. В 1955 году являлась частью Невежкинского сельсовета. Действовал колхоз «Красный Октябрь».

## Население
| 2010 |
| ---- |
| 5    |

Половой состав
По данным Всероссийской переписи населения 2010 года в гендерной структуре населения мужчины составляли 20 %, женщины — соответственно 80 %.
Национальный состав
Согласно результатам переписи 2002 года, в национальной структуре населения русские составляли 100 % из 17 чел.